# Petauridae
I Petauridi (Petauridae Bonaparte, 1838) sono una famiglia di marsupiali dell'ordine dei Diprotodonti. Oltre a specie munite di membrana planante - i rappresentanti più famosi della famiglia -, il gruppo comprende anche specie che ne sono prive. Bisogna inoltre ricordare che ci sono specie plananti anche in altre famiglie di marsupiali: il petauro maggiore, appartenente agli Pseudocheiridi, e le due specie di Acrobatidi, che costituiscono un gruppo a parte.

## Descrizione
Tra i rappresentanti di questa famiglia, solo i petauri (genere Petaurus) possiedono una membrana planante: gli opossum striati (generi Dactylopsila e Dactylonax) e il gimnobelideo ne sono privi. Tutte le specie sono caratterizzate da una testa relativamente breve e da una coda folta. Molti membri della famiglia sono caratterizzati da disegni bianchi e neri sul muso e da una pelliccia prevalentemente grigio-marrone. Nel complesso, i Petauridi hanno una lunghezza testa-corpo di 12-32 cm (la coda può superare anche i 40 cm di lunghezza) e possono raggiungere i 700 g di peso.

## Distribuzione e habitat
I Petauridi sono presenti in tutta l'Australia orientale e in Nuova Guinea.

## Biologia

### Alimentazione
La dieta dei Petauridi è costituita da insetti, frutti, foglie e fiori. Alcune specie si cibano anche di nettare o mordicchiano la corteccia degli alberi per farne uscire la linfa, che consumano leccando.

### Comportamento
I Petauridi sono creature notturne tipiche delle foreste che scendono a terra solo molto raramente. Durante il giorno rimangono nascosti in nidi o negli alberi cavi. Tutte le specie sono ottime arrampicatrici e possono effettuare lunghi salti da un ramo all'altro. Nelle specie volanti, i petauri, il volo viene ottenuto con l'uso di una membrana sottile ricoperta di peli, che si estende dai polsi alle caviglie, aumentando la superficie durante il volo, fino a formare un grande rettangolo. La membrana viene retratta quando non è utilizzata, e può essere visibile sotto forma di linea ondulata lungo i lati del corpo. I Petauridi di solito vivono in piccoli gruppi e le coppie spesso rimangono unite per diversi anni.

### Riproduzione
Tranne che durante l'estate australiana (da dicembre a febbraio), l'accoppiamento può avvenire in qualsiasi periodo dell'anno. Dopo un periodo di gestazione di 14-21 giorni, nascono uno o due piccoli. Questi rimangono 70-90 giorni nel marsupio e vengono svezzati a 4-5 mesi; raggiungono la completa indipendenza e la maturità a due anni di età. In cattività l'aspettativa di vita può essere anche di 14 anni.

## Conservazione
La distruzione delle foreste, e quindi del loro habitat, rappresenta la minaccia più grande per i Petauridi. Sulla Lista Rossa della IUCN, tre delle undici specie vengono considerate «in pericolo» (Endangered) e una «in pericolo critico» (Critically Endangered).

## Classificazione

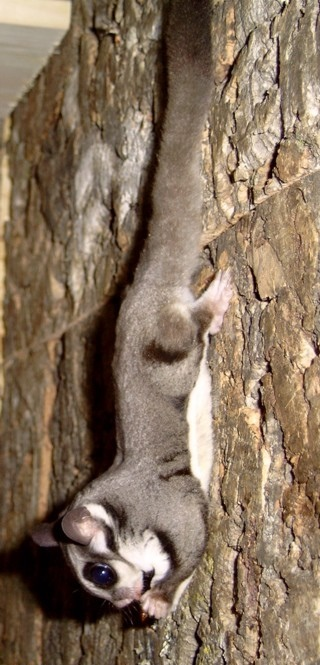
Petaurus breviceps.

La famiglia dei Petauridi comprende 11 specie, suddivise in quattro generi:
- Genere Dactylonax Thomas, 1910
  - Dactylonax palpator (Milne-Edwards, 1888) - opossum striato piccolo.
- Genere Dactylopsila Gray, 1858
  - Dactylopsila megalura Rothschild e Dollman, 1932 - opossum striato dalla coda grande;
  - Dactylopsila tatei Laurie, 1952 - opossum striato di Tate;
  - Dactylopsila trivirgata Gray, 1858 - opossum striato grande.
- Genere Gymnobelideus McCoy, 1867
  - Gymnobelideus leadbeateri McCoy, 1867 - gimnobelideo.
- Genere Petaurus Shaw, 1791
  - Petaurus abidi Ziegler, 1981 - petauro settentrionale;
  - Petaurus australis Shaw, 1791 - petauro dal ventre giallo;
  - Petaurus biacensis Ulmer, 1940 - petauro di Biak;
  - Petaurus breviceps Waterhouse, 1838 - petauro dello zucchero;
  - Petaurus gracilis (de Vis, 1883) - petauro mogano;
  - Petaurus norfolcensis (Kerr, 1792) - petauro scoiattolo.

Le quattro specie di opossum striati (Dactylopsila e Dactylonax) sono caratterizzate da una serie di strisce sul dorso e dal quarto dito delle zampe anteriori più lungo e simile a quello dell'ayè-ayè.
Il gimnobelideo (Gymnobelideus leadbeateri) è presente in una piccola area dell'Australia sud-orientale.
I petauri o scoiattoli volanti (Petaurus) comprendono sei specie presenti in Australia orientale e in Nuova Guinea. Ricordano moltissimo nell'aspetto gli scoiattoli volanti appartenenti all'ordine dei Roditori. Il loro rappresentante più noto è il petauro dello zucchero.